# Област Мацумае
Област Мацумае (јап. 松前郡) Matsumae-gun се налази у субпрефектури Ошима, Хокаидо, Јапан. 
2004. године, у области Мацумае живело је 16.068 становника и густину насељености од 33,45 становника по км². Укупна површина је 480,32 км².

## Вароши
- Фукушима
- Мацумае

## Историја
- 1869: Са успостављањем повинције у Јапану и области на Хокаиду, област Цугару (идентичан са модерном вароши Мацумае) и област Фукушима (идентичан са модерном вароши Фукушима и Шириучи у области Област Камисо) су формирани.
- 1871-1872: стављен под Хиросаки префектура и Префектура Аомори.
- 1881: село Шириучи и село Шококуичи (?) (小谷石村) (отцепила су се од села Фукушима) пребачени у област Камисо (?). Преостали простор области Фукушима и области Цугару су се спојили у област Мацумае.
- 1897: основана је субпрефектура Мацумае и садржи само област Мацумае.
- 1903: субпрефектура Мацумае спојена је са субпрефектуром Хакодате (касније преименована у субпрефектуру Ошима).

## Географија
Област се налази на јужном крају полуострва Мацумае. Област укључује два острва у мореузу Цугару, острво Ошима и острво Коџима.